# Nan Yang Pao (meteoryt)
Nan Yang Pao (inne nazwy: Daohe, Kansu, Taoho) – meteoryt kamienny należący do chondrytów oliwinowo-hiperstenowych L 6, którego spadek zaobserwowano w 1917 roku w chińskiej prowincji  Gansu. Z miejscu spadku pozyskano 52,9 kg materii meteorytowej. Meteoryt Nan Yang Pao jest jednym z trzech zatwierdzonych meteorytów znalezionych w tej prowincji.